# Смірягін Сергій Михайлович
Смірягін Сергій Михайлович (27 жовтня 1963 — 11 липня 2020) — російський плавець.
Учасник Олімпійських Ігор 1980 року.
Призер Чемпіонату світу з водних видів спорту 1982, 1986 років.
Чемпіон Європи з водних видів спорту 1981, 1983 років.
Переможець літньої Універсіади 1983 року.